# Thizay (Indre e Loira)
Thizay è un comune francese di 270 abitanti situato nel dipartimento dell'Indre e Loira nella regione del Centro-Valle della Loira.

## Società

### Evoluzione demografica
Abitanti censiti